# خوسيه ديفيد فيزكارا
خوسيه ديفيد فيزكارا (بالإسبانية: David Vizcarra)‏ هو لاعب كرة قدم مكسيكي في مركز الدفاع، ولد في 21 ديسمبر 1990 في مدينة مكسيكو في المكسيك. لعب مع نادي كواوتيتلان ‏.